# Pánevní dno

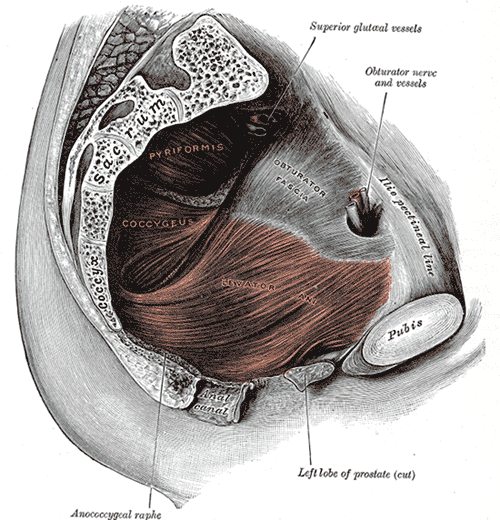
Znázornění pánevního dna

Panevní dno (latinsky: diaphragma pelvis) je tvořeno musculus levator ani (řitním zdvihačem) spolu s fasciemi, m. iliococcygeus (svalem kyčlokostrčním) a m. coccygeus (svalem kostrčním). Ohraničuje dolní okraj břišní dutiny člověka a rozděluje dutinu malé pánve (cavum pelvis) od krajiny hráze (regio perinealis). Je mediálně doplněno vazivově-svalovou destičkou trojúhelníkovitého tvaru - diaphragma urogenitale. Protože se na tomto místě setkává více složitých orgánových systémů (konec trávicí soustavy, dolní část uropoetického systému, pohlavní orgány), má složitou anatomii. Detailní znalost anatomie pánevního dna je základem pro diagnostiku a chirurgickou léčbu vrozených a získaných onemocnění v této oblasti.
Nejdokonalejší in vivo zobrazení pánevního dna v současnosti poskytuje magnetická rezonance. In vitro se studuje anatomie a vývoj pánevního dna pomocí makroskopických a mikroskopických anatomických a histologických preparátů, které se získávají z embryí a v rámci pitvy zemřelých.
Hlavní funkcí pánevního dna je podpora orgánů, které se nacházejí v pánvi. U svalů pánevního dna je důležitá nejenom jeho pružnost, ale také síla a pevnost. Oslabení pánevního dna nepostihuje pouze ženy, ale také muže. Nejčastěji se s povolenými svaly pánevního dna setkávají lidé po operacích pánve, ženy po porodech, případně ženy a muži po 40 letech věku.
Posílením svalů pánevního dna je možné zmírnit zdravotní problémy např. bolesti zad, vyhřeznutí dělohy, unik moči či stolice, hemoroidy, zlepšení sexuálních prožitků, aj.
Pro posílení svalů pánevního dna jsou vhodné tzv. Kegelovy cviky, které v roce 1948 vyvinul americký gynekolog Arnold Kegel. Jedná se o soubor několika fyzicky nenáročných cviků. Ty by měly být prováděny v počtu 30 až 40 opakování třikrát za den, tedy zhruba 100 opakování denně celkem. Každý cvik se skládá ze dvou částí, a to stažení a uvolnění. Obě tyto části by měly trvat přibližně stejnou dobu. V začátcích cvičení je možné každou část provádět jen krátkou dobu, avšak postupem času, až pánevní dno zesílí, je možné dosáhnout délky trvání až 10 sekund.